# هاینریش کایمیگ
هاینریش کایمیگ (انگلیسی: Heinrich Keimig; ۱۲ ژوئن ۱۹۱۳ – ۱۵ ژانویهٔ ۱۹۶۶) بازیکن هندبال اهل آلمان بود.